# Batalla del Segundo Crucero
La Batalla del Segundo Crucero se produjo en las inmediaciones de Paria, Bolivia y recibe ese nombre pues se desarrolló en el llamado crucero de Copacabana donde se juntaban y hacían cruz los caminos hacia Lequepalca y hacia Caracollo.
Las fuerzas Federales dirigidas por José Manuel Pando Solares y las fuerzas de indígenas de Zárate Pablo Zárate Willca sumaban en total 1.820 efectivos y poseían un cañón pesado denominado Walaycho. El ejército conservador era comandado por el general Julián María López y el presidente de Bolivia Severo Fernández Alonso Caballero, y tenía un total de 1.966 efectivos con seis cañones y cuatro ametralladoras.

## La batalla
El 10 de abril de 1899 en el Segundo Crucero de Paria, las fuerzas de Alonso se encontraron con las del coronel Pando. Las fuerzas de Willka, que protegieron a las tropas federales, fueron las primeras en salir, provocando el primer ataque a un escuadrón conservador a caballo que abrió fuego. Posteriormente, y durante cuatro horas de enfrentamiento sin cuartel, ambos ejércitos se abalanzaron uno contra otro y se produjeron innumerables bajas. Las tropas de Willka le dieron cobertura a los liberales para varios ataques y maniobras, incluyendo asaltos de la caballería y de la infantería. Este conjunto de tácticas fue volcando la balanza paulatinamente a favor de los federalistas. Cabe señalar que las ametralladoras y cañones conservadores castigaron a las tropas federales, pero el cañón Walaycho también hizo su daño a los conservadores.
Al acabar la batalla yacían cerca de 1000 muertos y heridos en el campo de un total de casi 4.000 participantes en ella. Muchos de ellos presentaban diversas desmembraciones y heridas graves por la metralla de los disparos de artillería. Tras la batalla muchos de los soldados conservadores heridos fueron fusilados. Unos 36 soldados conservadores de la alta sociedad sucrense fueron capturados y trasladados a La Paz.
Destacaron por su actuación en la batalla los batallones Murillo de los federales y Alonso de los constitucionalistas.

## Consecuencias
Después de una valiente lucha en la que ambos bandos se batieron con valentía, el ejército paceño salió victorioso. La derrota del ejército sucrense fue contundente. Según refieren los libros, 36 prisioneros sucrense fueron trasladados a La Paz, los derrotados retrocedieron a Oruro y el presidente Fernández Alonso huyó a Chile dejando acéfala la Presidencia de la República. Los integrantes de las fuerzas sucrenses retornaron a sus hogares con la amargura de la derrota.